# هاینز (ایلینوی)
هاینز (به انگلیسی: Hines) یک منطقهٔ مسکونی در ایالات متحده آمریکا است که در ایلینوی واقع شده‌است. هاینز ۱۸۹٫۸۹ متر بالاتر از سطح دریا واقع شده‌است.